# ليه فيريس
ليه فير (بالفرنسية: Les Ferres)‏ هي بلدية فرنسية تقع في إقليم الألب البحرية من منطقة بروفنس ألب كوت دازور في جنوب شرق فرنسا. تبلغ مساحة هذه المدينة 13.7 (كم²)، وترتفع عن سطح البحر 0615 م، يبلغ عدد سكانها 92 نسمة حسب إحصاء المعهد الوطني للإحصاء والدراسات الاقتصادية سنة 2009 م. وترأس Claude Guy Berenger البلدية خلال فترة (2001-2008).

## وصلات خارجية
- صفحة البلدية على موقع المعهد الوطني للإحصاء والدراسات الاقتصادية